# ふたごのこぐま
『ふたごのこぐま』は、NHK教育テレビジョンで放送されたテレビ番組（「幼稚園・保育所の時間」情操教育番組）である。いぬいとみこの児童書『北極のムーシカミーシカ』を原作とした幼児向け連続人形劇として制作、放映された。福音館書店の月刊絵本「こどものとも」2008年1月号として刊行された大友康夫の同名作品とは無関係。

## 1961年度夏休み
基礎情報
- 放送局：NHK教育テレビジョン
- 放送期間：1961年8月19日 - 9月2日
- 放送時間：『夏のテレビクラブ』土曜日 11:00 - 11:35

出演者・スタッフ
- 語り手：友竹正則
- 声の出演：加藤玉枝、梓欣造
- 人形：竹田人形座

放送リスト
| 回 | タイトル           | 放送日        |
| -- | ------------------ | ------------- |
| 1  | ムーシカ・ミーシカ | 1961年8月19日 |
| 2  |                    | 1961年8月26日 |
| 3  |                    | 1961年9月02日 |

## 1962年度
基礎情報
- 放送局：NHK教育テレビ
- 放送期間：1962年4月12日 - 1963年3月14日
- 放送時間：木曜日 10:40 - 11:00、土曜日 09:00 - 09:20

スタッフ
- 人形：劇団ぱぺっと

放送リスト
| 回 | タイトル                   | 放送日         |
| -- | -------------------------- | -------------- |
| 1  | こぐまがうまれた           | 1962年04月12日 |
| 2  | はじめてそとへ             | 1962年04月19日 |
| 3  | ムーシカのしっぱい         | 1962年04月26日 |
| 4  | なつかしいおうちへ         | 1962年05月10日 |
| 5  | にんげんがちかくに         | 1962年05月17日 |
| 6  | もういっぴきの白いくま     | 1962年05月24日 |
| 7  | むすめマーシカ             | 1962年05月31日 |
| 8  | にんげんのふねはもういない | 1962年06月07日 |
| 9  | およぐけいこ               | 1962年06月14日 |
| 10 | こおりのうちへひっこし     | 1962年06月21日 |
| 11 | たのしいうみのキャンプ     | 1962年06月28日 |
| 12 | みじかいなつ               | 1962年07月05日 |
| 13 | うみがこおるとき           | 1962年07月12日 |
| 14 | みんなつよいな             | 1962年07月19日 |
| 15 | おうちをつくろう           | 1962年09月06日 |
| 16 | ふしぎなとり               | 1962年09月13日 |
| 17 | うみにながされて           | 1962年09月20日 |
| 18 | まいごのふたご             | 1962年09月27日 |
| 19 | おおきなくま               | 1962年10月04日 |
| 20 | マーシカのしんぱい         | 1962年10月11日 |
| 21 | ムーはおとうさん           | 1962年10月18日 |
| 22 | こぐまたちのえんそく       | 1962年10月25日 |
| 23 | ミーシカとタヤウト         | 1962年11月01日 |
| 24 | おおぐまの岩へ             | 1962年11月08日 |
| 25 | うってはだめよ             | 1962年11月15日 |
| 26 | タヤウトはともだち         | 1962年11月22日 |
| 27 | なつまつりのあさ           | 1962年11月29日 |
| 28 | なつまつり                 | 1962年12月06日 |
| 29 | なつまつりのゆうべ         | 1962年12月13日 |
| 30 | マーシカもいっしょ         | 1962年12月20日 |
| 31 | おおきいともだち           | 1963年01月10日 |
| 32 | さかなとり                 | 1963年01月17日 |
| 33 | マーシカはおるすばん       | 1963年01月24日 |
| 34 | ふたごのたび               | 1963年01月31日 |
| 35 | タヤウトのむら             | 1963年02月07日 |
| 36 | タヤウトのおとうと         | 1963年02月14日 |
| 37 | あついのはごめん           | 1963年02月21日 |
| 38 | つめたいうみへ             | 1963年02月28日 |
| 39 | わかれみち                 | 1963年03月07日 |
| 40 | おかえり ようこそ          | 1963年03月14日 |

## 1965年度3学期（1966年）
基礎情報
- 放送局：NHK教育テレビ
- 放送期間：1966年2月2日 - 3月16日
- 放送時間：『人形劇』水曜日 10:40 - 11:00、金曜日 14:40 - 15:00

出演者・スタッフ
- 声の出演：菅谷政子、田上和枝
- 人形：竹田人形座

放送リスト
| 回 | タイトル             | 放送日        |
| -- | -------------------- | ------------- |
| 1  | ふたごのたんじょう   | 1966年2月02日 |
| 2  | はくちょうのみずうみ | 1966年2月09日 |
| 3  | にんげんが来る       | 1966年2月16日 |
| 4  | 白いふね             | 1966年2月23日 |
| 5  | 金いろのとり         | 1966年3月02日 |
| 6  | エスキモーの子ども   | 1966年3月09日 |
| 7  | 夏のまつり           | 1966年3月16日 |